# گلوورسویل (نیویورک)
گلوورسویل (به انگلیسی: Gloversville) شهری در شهرستان فولتن ایالت نیویورک است که در سرشماری سال ۲۰۱۰ میلادی، ۱۵۶۶۵ نفر جمعیت داشته است. گلوورسویل، به‌طور رسمی در تاریخ ۱۸۹۰ میلادی به‌عنوان یک شهر شناخته شد.